# إيدا، كونتيسة بولوني
إيدا من بولوني (حوالي.1160 - 1216)؛ كونتيسة بولوني منذ 1173 حتى وفاته، هي الابنة الكبرى لـ ماثيو من الألزاس وماري الأولى، كونتيسة بولوني ابنة ستيفن ملك إنجلترا وماتيلدا الأولى، كونتيسة بولوني، كانت والدتها راهبة حتى تم خطفها من قبل ماثيو في 1160 وأجبرها على الزواج منه، ونتيجة لذلك كان زواج والديها مثير للجدل حتى أُلغي في 1170.
ومع ذلك استمر والدها في الحكم حتى وفاته في 1173، وفي حين والدتها رجعت إلى الحياة الدينية واستمرت كذلك حتى وفاتها في 1182، تزوجت إيدا لأول مرة في 1181 من جيرارد من خيلدرز بناء على نصيحة عمها فيليب الأول، كونت فلاندرز، إلا أنه توفي في نفس العام، ثم تزوجت منبرتولد الرابع، دوق تسرينغن ولكنه توفي في 1186، ثم دخلت في علاقة حب مع أرنولد من غوينيس؛ إلا أنها تم خطفها في 1190 من رينو من دامارتين الذي حملها إلى لورين؛ بحيث كان هذا مصير شائعاً للعديد من الورثة في العصور الوسطى، ومع ذلك أصبح الوضع معقداً عندما تلقى أرنولد من غوينيس رسائل حب من إيدا الذي ركب على الفور لإنقاذها، فقط ليتم أسره وسجنه من قبل أصدقاء رينو في فردان، لم يستطيع تحريرها إلا بعد تدخلات ويليام، رئيس أساقفة ريمس، كان يعتقد أن إيدا خدعت أرنولد عن قصد وذلك لوقوعه في الفخ، فمهما كانت الحقيقة، إلا أنها بقيت مع رينو وأنجبت له ابنته الوحيدة ماتيلدا الثانية التي خلفت والديها بعد وفاتهما، وفضلاً عن ذلك أصبحت ملكة البرتغال القرينة.